# آرت جارفونكل
آرت جارفونكل (بالإنجليزية: Art Garfunkel)‏ (و. 1941  م) هو مغن ومؤلف، وفنان الشارع، وشاعر، وممثل، وكاتب أغاني، ومغني، وممثل أفلام، من الولايات المتحدة، وهو عضوٌ في سايمون وغارفنكل.

## التعليم
تعلم في جامعة كولومبيا، وكلية المعلمين (جامعة كولومبيا).

## وصلات خارجية
- آرت جارفونكل على موقع IMDb (الإنجليزية)
- آرت جارفونكل على موقع الموسوعة البريطانية (الإنجليزية)
- آرت جارفونكل على موقع روتن توميتوز (الإنجليزية)
- آرت جارفونكل على موقع مونزينجر (الألمانية)
- آرت جارفونكل على موقع ألو سيني (الفرنسية)
- آرت جارفونكل على موقع ميوزك برينز (الإنجليزية)
- آرت جارفونكل على موقع رولينغ ستون (الإنجليزية)
- آرت جارفونكل على موقع أول موفي (الإنجليزية)
- آرت جارفونكل على موقع قاعدة بيانات برودواي على الإنترنت (الإنجليزية)
- آرت جارفونكل على موقع قاعدة بيانات الأفلام السويدية (السويدية)